# Stephanopyxales
Stephanopyxales, red alga kremenjašica iz podrazreda Archaegladiopsophycidae, dio razreda Coscinodiscophyceae. Sastoji se od tri porodice s ukupno 54 vrste, sve su fosilne.

## Porodice
1. Endictyaceae R.M.Crawford in F.E. Round, R.M. Crawford & D.G. Mann 1990
2. Hydroseraceae Nikolaev & Harwood, 2002
3. Stephanopyxidaceae Nikolaev

## Drugi projekti
|  | Zajednički poslužitelj ima još gradiva o temi Stephanopyxales |
|  | Wikivrste imaju podatke o taksonu Stephanopyxales             |